# アルウィン・ハワード・ジェントリー

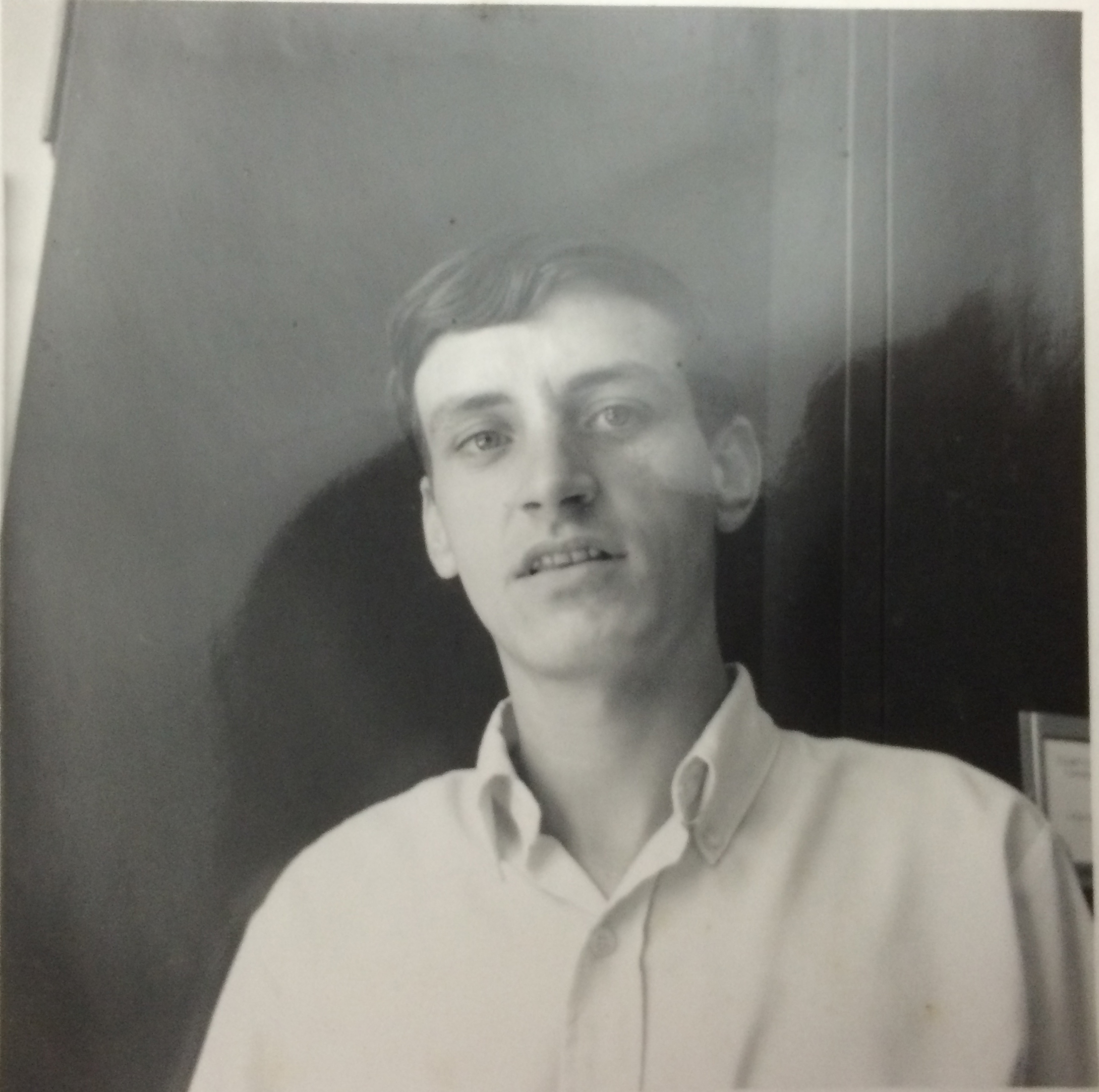
アルウィン・ハワード・ジェントリー

アルウィン・ハワード・ジェントリー（Alwyn Howard Gentry、1945年1月6日 - 1993年8月3日）は、アメリカ合衆国の植物学者・植物コレクターである。熱帯雨林の植生の研究で大きな功績を残した。

## 学歴
カンザス州の郡庁所在地であるクレイセンターで1945年に生まれた。地域の高校を1963年に卒業後、1967年にカンザス州立大学を卒業した。物理科学 (physical science)の学位（B.A）、植物学、動物学の学位（B.S）を取得した。1969年には、中央アメリカに分布するノウゼンカズラ科の広葉樹である「イペ」に関する論文で、ウィスコンシン大学マディソン校の修士号を取得した。その後さらにセントルイス・ワシントン大学で研究を続け、1972年に博士号 (Ph.D)を取得した。博士論文名は「中央アメリカ南部のノウゼンカズラ科の生態系進化に関する研究」 (原題：An Eco-evolutionary Study of the Bignoniaceae of South Central America)である。

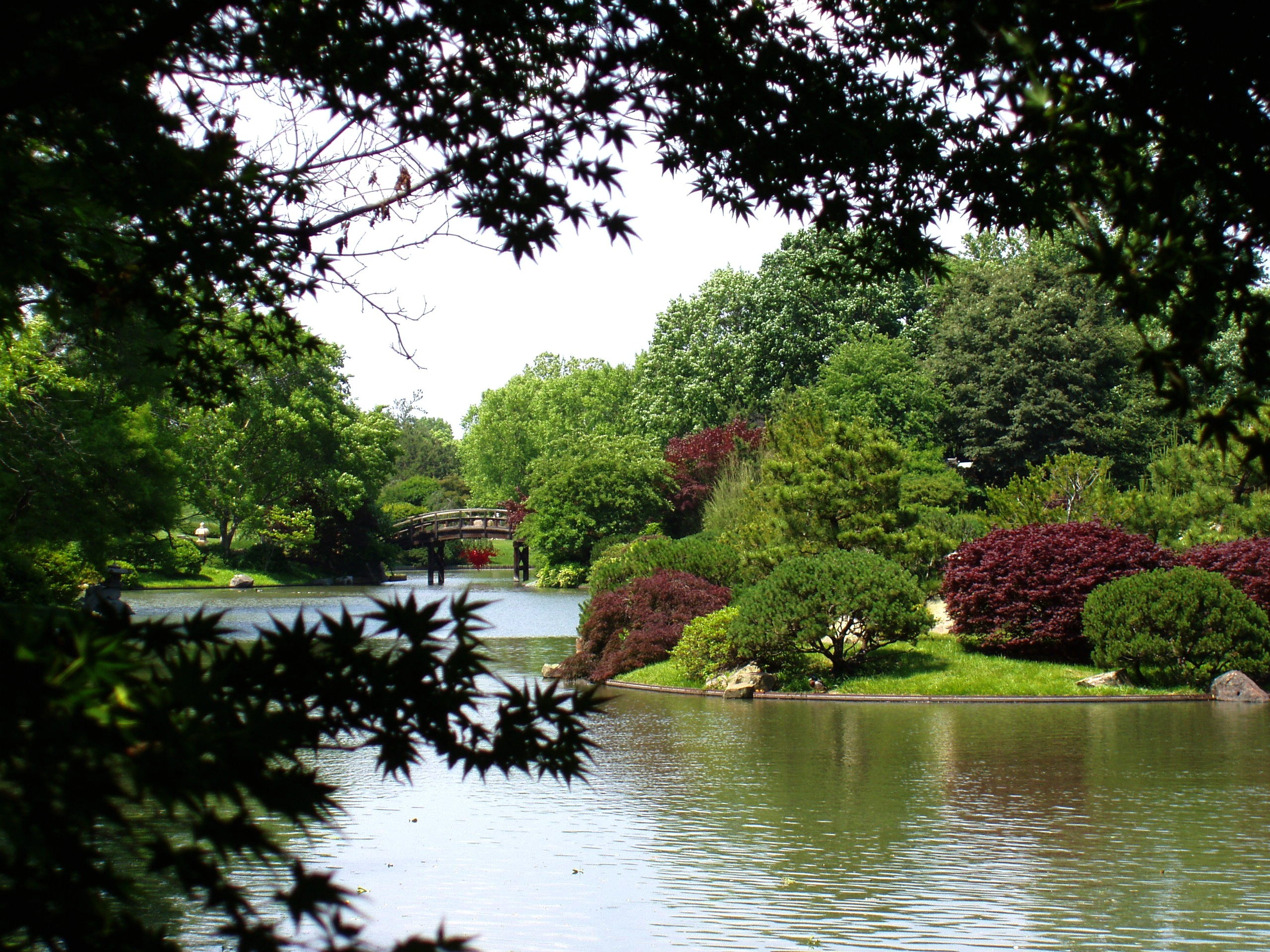
ミズーリ植物園　A view of Seiwa-en, the largest Japanese garden in North America

## 職歴
ジェントリーはそのキャリアの全てをセントルイスにあるミズーリ植物園 （Missouri Botanical Garden）で過ごした。まず1972年10月にアシスタントキュレーター (学芸員)として勤務を始めた。1974年には、その後の非常に重要な研究対象となるペルーを初めて訪問している。2回目の訪問は1976年で、彼はその生涯でペルーを33回訪問した。
彼は生涯にわたってノウゼンカズラ科の研究を続け、パナマの植物相を含む、その「科」の取り扱いを9冊の全集にまとめた。彼が死んだ時にはさらに5冊が印刷中であった。
彼の主要なイノベーションのひとつに、熱帯雨林の組成と構造を評価するためのツールとして横断面の標本を使用したことが上げられる。今日では、「Gentry Forest Transect」として知られている。
この手法と彼の持つ百科事典に匹敵する熱帯植物に関する知識により、彼はわずか数日間で特定の地点のサンプリングをすることができ、そのキャリアにおいて世界中から200を超える横断面のデータを蓄積した。
ジェントリーは著者として非常に多作であった。彼は200以上の作品を出版し、死んだときには構想中のものがそれ以上あった。また、彼は植物コレクターとして多くのコレクションを有していた。彼は8万を超える植物標本を収集し、そのうち数百については科学的に新種であることが証明された。ジェントリーが横断面サンプリング中に出会った多くの植物は開花していなかったため、彼は花や果実からだけではなく、植物標本から種を同定する能力を開発した。その成果は後に、「Field Guide to the Families and Genera of Woody Plants of Northwest South America」としてまとめられ、彼の死の数か月前に完成し出版された。
1990年、アメリカの非営利環境保護団体である「Conservation International」(英語版)は、環境保全のために有効であるとみなされる領域の迅速なアセスメントを行うために、「Rapid Assessment Program (RAP) 」を設立した。ジェントリーの手法はこのプログラムに適しており、彼はRAPチームの一員として、積極的に関わるようになった。

## 死去
1993年8月3日、ジェントリーはRAPの業務でエクアドル西部を旅行していた。彼が乗った軽飛行機はグアヤキル (スペイン語: Santiago de Guayaquil、エクアドル共和国最大の都市)近くの山の尾根に墜落し、パイロット、ジェントリー、アメリカの鳥類学者 セオドア A. パーカー3世、エクアドルの生態学者 Eduardo Aspiazuの4名が死亡した。他の3名の研究者は無事だった。1996年、フィールド自然史博物館はジェントリーとパーカーの死を悼んで、保全生物学の分野で功績をあげた人・団体を年に一回表彰する賞として、「Parker/Gentry Award for Conservation Biology」を創設した。
彼の死後、Acidocroton gentryi、Citharexylum gentryi、Crossothamnus gentryi、Eleutherodactylus gentryi、Hedyosmum gentryi、Metalepis gentryi、Palicourea gentryi、Phyllanthus gentryi、Sobralia gentryi、Zamia gentryi 等の植物だけでなく、鳥の種であるHerpsilochmus gentryi に献名された。ジェントリーはこれらの植物の種のタイプ標本の収集に関与していた。